# روبيرتو ماتيوس
روبيرتو ماتيوس (بالإسبانية: Roberto Mateos)‏ ممثل مكسيكي من مواليد غوادالاخارا في 14 أيار/مايو 1963. شارك في عدة أفلام ومسلسلات مكسيكية ولاتينية أشهرها مسلسل أين أبي سنة 2005 .

## روابط خارجية
- روبيرتو ماتيوس على موقع IMDb (الإنجليزية)
- روبيرتو ماتيوس على موقع قاعدة بيانات الفيلم (الإنجليزية)